# Gouvernement Antich II
 Îles Baléares
Matas II Bauzá
Le gouvernement Antich II est le gouvernement des îles Baléares entre le 9 juillet 2007 et le 20 juin 2011, durant la VIIe législature du Parlement des îles Baléares. Il est présidé par Francesc Antich.

## Historique
Le gouvernement entre en fonction le 9 juillet 2007, après publication du décret de nomination au Bulletin officiel de la communauté autonome.

## Composition

### Initiale (9 juillet 2007)
| Fonction                                                             | Titulaire | Titulaire                                                            | Parti |
| -------------------------------------------------------------------- | --------- | -------------------------------------------------------------------- | ----- |
| Président                                                            |           | Francesc Antich i Oliver                                             | PSOE  |
| Conseiller à la Présidence                                           |           | Albert Moragues Gomila                                               | PSOE  |
| Conseiller à l'Économie, aux Finances et à l'Innovation              |           | Carles Manera Erbina                                                 | PSOE  |
| Conseiller au Tourisme                                               |           | Francesc Buils i Huguet (jusqu'au 01/10/2008) Miquel Nadal Buades    | UM    |
| Conseiller à la Mobilité et à l'Aménagement du territoire            |           | Gabriel Vicens Mir                                                   | PSM   |
| Conseillère à l'Éducation et à la Culture                            |           | Bàrbara Galmés Chicón                                                | PSOE  |
| Conseiller à la Santé et à la Consommation                           |           | Vicenç Thomàs Mulet                                                  | PSOE  |
| Conseiller à l'Environnement                                         |           | Miquel Ángel Grimalt Vert                                            | UM    |
| Conseillère aux Affaires sociales, à la Promotion et à l'Immigration |           | Josefina Santiago Rodríguez                                          | IU    |
| Conseiller au Logement et aux Travaux publics                        |           | Jaume Carbonero Malberti                                             | PSM   |
| Conseillère au Travail et à la Formation Porte-parole                |           | Margarita Nájera Aranzábal (jusqu'au 17/09/2008) Joana Barceló Martí | PSOE  |
| Conseillère au Commerce, à l'Industrie et à l'Énergie                |           | Francesca Vives i Amer                                               | PSM   |
| Conseillère à l'Agriculture et à la Pêche                            |           | Mercè Amer Riera                                                     | PSOE  |
| Conseiller aux Sports et à la Jeunesse                               |           | Mateu Cañellas Martorell                                             | UM    |
| Conseillère à l'Intérieur                                            |           | María Ángeles Leciñena Esteban                                       | PSOE  |

### Remaniement du15 septembre 2009
- Les nouveaux conseillers sont indiqués en gras, ceux ayant changé d'attributions en italique.

| Fonction                                                             | Titulaire | Titulaire                                                     | Parti |
| -------------------------------------------------------------------- | --------- | ------------------------------------------------------------- | ----- |
| Président                                                            |           | Francesc Antich i Oliver                                      | PSOE  |
| Conseiller à la Présidence                                           |           | Albert Moragues Gomila                                        | PSOE  |
| Conseiller à l'Économie et aux Finances                              |           | Carles Manera Erbina                                          | PSOE  |
| Conseiller au Tourisme                                               |           | Miquel Nadal Buades (jusqu'au 10/12/2009) Miquel Ferrer Viver | UM    |
| Conseiller à la Mobilité et à l'Aménagement du territoire            |           | Gabriel Vicens Mir                                            | PSM   |
| Conseiller à l'Éducation et à la Culture                             |           | Bartomeu Llinàs Ferrà                                         | PSOE  |
| Conseiller à la Santé et à la Consommation                           |           | Vicenç Thomàs Mulet                                           | PSOE  |
| Conseiller à l'Environnement                                         |           | Miquel Ángel Grimalt Vert                                     | UM    |
| Conseillère aux Affaires sociales, à la Promotion et à l'Immigration |           | Josefina Santiago Rodríguez                                   | IU    |
| Conseiller au Logement et aux Travaux publics                        |           | Jaume Carbonero Malberti                                      | PSM   |
| Conseillère au Travail et à la Formation Porte-parole                |           | Joana Barceló Martí                                           | PSOE  |
| Conseillère au Commerce, à l'Industrie et à l'Énergie                |           | Francesca Vives i Amer                                        | PSM   |
| Conseillère à l'Agriculture et à la Pêche                            |           | Mercè Amer Riera                                              | PSOE  |
| Conseiller aux Sports et à la Jeunesse                               |           | Mateu Cañellas Martorell                                      | UM    |
| Conseillère à l'Innovation, à l'Intérieur et à la Justice            |           | Pilar Costa Serra                                             | PSOE  |

Les membres de l'Union majorquine (UM) se retirent du gouvernement le 5 février 2010.

### Remaniement du8 février 2010
- Les nouveaux conseillers sont indiqués en gras, ceux ayant changé d'attributions en italique.

| Fonction                                                             | Titulaire | Titulaire                   | Parti |
| -------------------------------------------------------------------- | --------- | --------------------------- | ----- |
| Président                                                            |           | Francesc Antich i Oliver    | PSOE  |
| Conseiller à la Présidence                                           |           | Albert Moragues Gomila      | PSOE  |
| Conseiller à l'Économie et aux Finances                              |           | Carles Manera Erbina        | PSOE  |
| Conseiller à l'Environnement et à la Mobilité                        |           | Gabriel Vicens Mir          | PSM   |
| Conseillère au Tourisme Porte-parole                                 |           | Joana Barceló Martí         | PSOE  |
| Conseiller à l'Éducation et à la Culture                             |           | Bartomeu Llinàs Ferrà       | PSOE  |
| Conseillère aux Affaires sociales, à la Promotion et à l'Immigration |           | Josefina Santiago Rodríguez | IU    |
| Conseiller à la Santé et à la Consommation                           |           | Vicenç Thomàs Mulet         | PSOE  |
| Conseiller au Logement et aux Travaux publics                        |           | Jaume Carbonero Malberti    | PSM   |
| Conseillère au Commerce, à l'Industrie et à l'Énergie                |           | Francesca Vives i Amer      | PSM   |
| Conseillère à l'Agriculture et à la Pêche                            |           | Mercè Amer Riera            | PSOE  |
| Conseiller au Travail et à la Formation                              |           | Pere Antoni Aguiló Crespí   | PSOE  |
| Conseillère à l'Innovation, à l'Intérieur et à la Justice            |           | Pilar Costa Serra           | PSOE  |